# رايموند كي. وونغ
رايموند كي. وونغ (بالإنجليزية: Raymond K. Wong)‏ (30 سبتمبر 1966)؛ ممثل وروائي أمريكي.

## روابط خارجية
- رايموند كي. وونغ على موقع IMDb (الإنجليزية)